# عملية آوركا
في الفيزياء الفلكية عملية آوركا هي رد فعل يقذف النيوترينو ويفترض أنها يشارك في عمليات تبريد النجوم النيوترونية والأقزام البيضاء. وقد ناقش هذه العملية لأول مرة جورج جامو وماريو ششنبرغ أثناء زيارتهما كازينو يدعى كاسينو دا أوركا في ريو دي جانيرو.ويذكر أن ششنبرغ قال ل «غامو» إن «الطاقة تختفي في نواة المستعر الأعظم أسرع من اختفاء المال في طاولة الروليت». في اللهجة الروسية الجنوبية في غامو، أوركا (الروسية: урка) يمكن أن تعني أيضا السارق أو العصابات.
إن عمليات أوركا المباشرة هي أبسط العمليات التي ينبعث منها النيوترينو ويعتقد أنها عملية رئيسية في تبريد النجوم النيوترونية.

## الشكل العام
| B 1 |   |   | → | B 2 | + | l    | + | ν l, |
| B 2 | + | l | → | B 1 | + | ν l, |   |      |
حيث B
1 وB
2 باريونات.و 
ν
l (
ν
l) نيوترينو.الباريونات يمكن أن تكون نوى هايبرون (حرة أو مقيدة)، مثل 
Λ
, 
Σ
 و 
Ξ
 أو أعضاء دلتا باريون متساوية الكتل.اللبتون إما إلكترون أو ميوون.
تكتسب عملية أوركا أهمية خاصة في تبريد الأقزام البيضاء، حيث يتم امتصاص اللبتون (عادة إلكترون) بواسطة نواة الأيون، ومن ثم تحمل بعيدا عن لب النجم.ثم يحدث تحلل بيتا. ثم يحمل الحمل الحراري العنصر مرة أخرى إلى المناطق الداخلية من النجم، وتتكرر الدورة عدة مرات. لأن النيوترينوهات المنبعثة خلال هذه العملية من غير المرجح أن يتم امتصاصها، وهذا هي الآلية الفعالة التي تقوم بتبريد الأقزام البيضاء.
ويمكن أيضا أن تكون العملية ضرورية في تبريد النجوم النيوترونية. إذا كان النجم النيوتروني يحتوي على نواة مركزية تكون فيها عملية أوركا فعالة.